# Base di dati XML
Una base di dati XML (o, in inglese, database XML) è un sistema software di persistenza dati che permette ai dati di essere memorizzati nel formato XML.
Questi dati possono essere interrogati, esportati e serializzati nel formato desiderato.
Esistono due grandi classi di basi di dati XML:
1. XML-abilitato (XML-enabled): queste mappano tutto l'XML in un database tradizionale come i database relazionali, accettando l'XML come un input e renderizzando l'XML come output. Questo implica che le basi di dati facciano la conversione da sé (oppure affidandosi su un middleware).
2. XML nativo (NXD):  il modello interno a una base di dati di questo tipo dipende dall'XML e usa documenti XML come unità fondamentale di memorizzazione, le quali comunque non sono necessariamente memorizzate sotto forma di file di testo.